# Lực hạt nhân

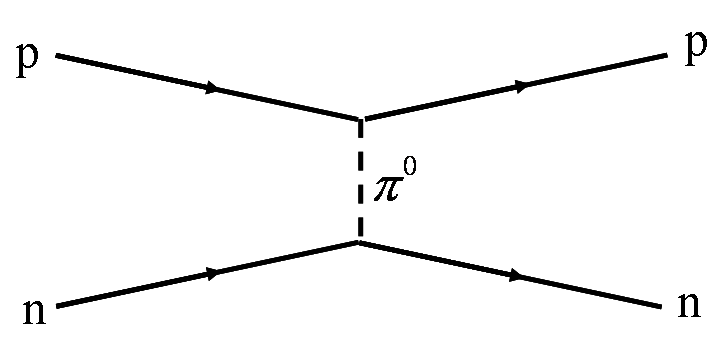
Một biểu đồ Feynman về sự tương tác mạnh giữa proton-nơ tron. Thời gian xảy ra quá trình từ trái sang phải.

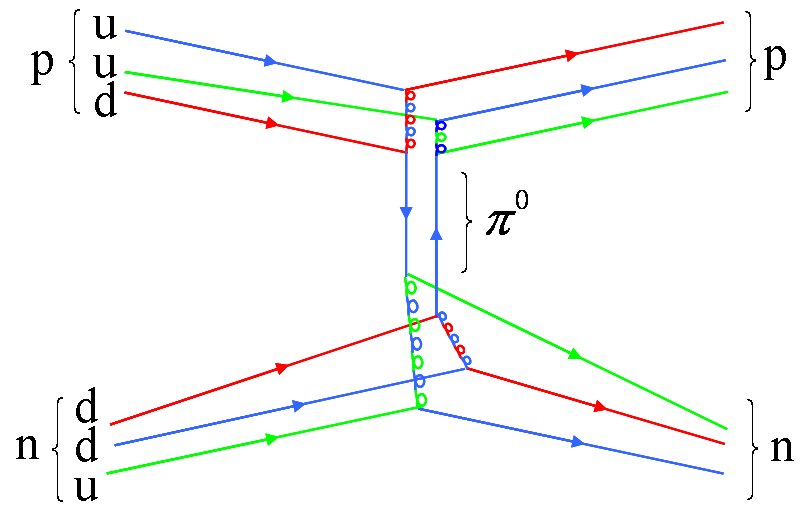
Biểu đồ tương tự trình diễn sự hợp thành của các hạt quark riêng biệt, để giải thích nền tảng của sự tương tác mạnh gây ra lực hạt nhân. Các đường thẳng là các hạt quark, trong khi các vòng xoắn nhiều màu là các gluon. Các gluon khác, làm vai trò gắn kết các proton, neutron, và pion trong khi chuyển động, không được trình diễn.

Lực hạt nhân (hay là sự tương tác giữa nucleon với nucleon hoặc là phần dư của lực tương tác mạnh) là lực tương tác giữa hai hay nhiều nucleon. Nó là nguyên nhân gây ra sự gắn kết của các proton và các nơ tron ở trong hạt nhân nguyên tử.
Đôi khi lực hạt nhân được gọi là phần dư của lực tương tác mạnh, trong sự tương phản đối với sự tương tác mạnh, thứ mà hiện nay được hiểu là nguyên nhân gây ra các tán xạ lượng tử (QCD). Sự phân chia này có hiệu lực từ những năm 1970 do việc thay đổi trong các kiểu mẫu (mẫu nguyên tử). Trước thời gian đó, lực hạt nhân mạnh đề cập đến tiềm năng bên trong nucleon. Sau khi đưa vào mẫu hạt quark (mẫu nguyên tử hạt quark), sự tương tác mạnh mang ý nghĩa tán xạ lượng tử.

## Lịch sử
Lực hạt nhân đã trở thành vấn đề trung tâm vật lý hạt nhân từ khi lĩnh vực này được tạo ra vào năm 1932 với khám phá về neutron của James Chadwick. Mục đích truyền thống của vật lý hạt nhân là sự hiểu biết và đặc tính của hạt nhân nguyên tử trong các thuật ngữ của sự tương tác chỉ nguyên các cặp nucleon với nhau, hoặc là các lực được tạo từ các cặp nucleon.

## Các tính chất cơ bản của lực hạt nhân
Gồm 10 tính chất:
1. bán kính tương tác bé.
2. có tính chất lõi đẩy.
3. có cường độ lớn.
4. lực hạt nhân có tính chất bão hòa.
5. Lực hạt nhân không xuyên tâm.
6. Lực hạt nhân phụ thuộc vào sự định hướng spin.
7. lực hạt nhân phụ thuộc vào tốc độ va chạm của các nucleon.
8. Lực hạt nhân là lực trao đổi.
9. độc lập điện tích.
10. lực hạt nhân là lực nhiều hạt.